# Книга Ефера
Книга Ефера (англ. Book of Ether) — одна из составных частей книги Мормона. Согласно учению ЦИХСПД текст представляет комментарий, написанный Моронием к книге древнего пророка Ефера, чьи предки переселились в Америку во время Вавилонского столпотворения. В то же время книга ориентирована на «иноверцев», которым в будущем Бог откроет то, что во время Морония было скрыто от других людей.